# 强素数
在数学中，强素数是指具有某些特性的素数。强素数的定义在密码学和数论中是不同的（但有一定的关联）。

## 密码学中的定义
在密码学中，一个素数{\displaystyle p}在满足下列条件时被称为强素数
：
1. {\displaystyle p} 必须是很大的数。
2. {\displaystyle p-1} 有很大的质因数。也就是说，对于某个整数{\displaystyle a_{1}}以及大素数{\displaystyle q_{1}}，我们有{\displaystyle p=a_{1}q_{1}+1}。
3. {\displaystyle q_{1}-1} 有很大的质因数。也就是说，对于某个整数{\displaystyle a_{2}}以及大素数{\displaystyle q_{2}}，我们有{\displaystyle q_{1}=a_{2}q_{2}+1}。
4. {\displaystyle p+1} 有很大的质因数。也就是说，对于某个整数{\displaystyle a_{3}}以及大素数{\displaystyle q_{3}}，我们有{\displaystyle p=a_{3}q_{3}-1}。

有时，当一个素数只满足上面一部分条件的时候，我们也称它是强素数。而有的时候，我们则要求加入更多的条件。例如，我们可以要求{\displaystyle a_{1}=2}，或者{\displaystyle a_{2}=2}。从这个角度上来说，很大的安全素数可以看作是强素数的一种。

## 数论上的定义
在数论中，如果一个素数{\displaystyle p}比它相邻的两个素数的平均数要大，则我们称{\displaystyle p}为强素数。
换句话说，一个强素数是这样的素数：和它前面的相邻素数比较，它总是更靠近在它后面的下一个素数。
或者用代数的语言来说，对于素数{\displaystyle p_{n}}（{\displaystyle n}是它在所有素数的有序集合中的索引），则{\displaystyle p_{n}}为强素数当且仅当{\displaystyle p_{n}>{{p_{n-1}+p_{n+1}} \over 2}}。
下面列出最小的几个强素数：
11, 17, 29, 37, 41, 59, 67, 71, 79, 97, 101, 107, 127, 137, 149, 163, 179, 191, 197, 223, 227, 239, 251, 269, 277, 281, 307, 311, 331, 347, 367, 379, 397, 419, 431, 439, 457, 461, 479, 487, 499 （OEIS數列A051634）
例如，17是第7个素数。而第6个和第8个素数分别是13和19，加起来是32，平均值是16，小于17。所以17是一个强素数。
在一对孪生素数（{\displaystyle p,p+2}）里，当{\displaystyle p>5}时，p总是强素数。这是因为{\displaystyle p-2}必能被3整除，所以不可能是素数。
有些素数既符合密码学的强素数定义也符合数论上的强素数定义。比方说， 439351292910452432574786963588089477522344331 就是一个数论意义上的强素数，因为与它相邻的两的素数的平均数比它小62。如果没有电脑的话，这个数也可以是一个密码学意义上的强素数。这是因为 439351292910452432574786963588089477522344330 有一个大质因数 1747822896920092227343 （而这个质因数减去1后又有一个大质因数 1683837087591611009 ），而 439351292910452432574786963588089477522344332 也有一个大质因数 864608136454559457049 （而它减去1后也有大质因数 105646155480762397 ）。
就算是用比较先进的算法，用纸和笔也很难分解这样大的数。但对于现代的计算机代数系统来说，分解这样的数是很容易的事。所以真正的密码学意义上的强素数比前例中的这些数还要大很多。

## 强素数在密码学上的应用

### 基于整数分解的密码系统
有人建议在RSA密码系统的钥匙生成算法中，模数{\displaystyle n}应该是两个强素数之积。这样，如果用Pollard的p-1质因数分解算法来分解{\displaystyle n=pq}就会变得不可行。由于这个原因，ANSI X.31标准要求，在为基于RSA的数字签名算法生成钥匙的时候，必须用强素数。但是，强素数并不能保证n在用其它更新的算法来分解时也一样难以分解。例如Lenstra的椭圆分解法和普通数域筛选法。考虑到为了生成强素数需要用去更多的时间，RSA Security目前并不建议在钥匙生成算法中使用强素数。Rivest和Silverman 也给出了类似但更细致的论述。

### 基于离散对数的密码系统
1978年由 Stephen Pohlig 和馬丁·赫爾曼证明，如果 p-1 的所有质因数都小于 {\displaystyle log^{c}p}，那么解决模数为{\displaystyle p}的 离散对数 问题就属于 P问题。所以，对于基于离散对数的密码系统，比如数字签名算法（即DSA），我们就要求 p-1 至少要有一个大质因数。

## 其它
要注意的是，判断一个伪素数是否是强伪素数时，我们看的是它除以某个基数的幂之后的余数，而不是看它和相邻的伪素数的平均数那个较大。
在数论中，如果一个素数刚好等于其相邻素数的平均数，那么我们把这个素数叫做平衡質数。如果它比平均数小，则叫做弱素数。